# Мятлева, Прасковья Ивановна
Праско́вья Ива́новна Мя́тлева (урождённая графиня Салтыко́ва; 7 [18] мая 1772 — 11 [23] декабря 1859) — фрейлина и статс-дама двора, славившаяся своим богатством. Супруга сенатора П. В. Мятлева и мать известного стихотворца Ивана Мятлева.

## Биография
Старшая дочь фельдмаршала Ивана Петровича Салтыкова и его жены Дарьи Петровны Чернышёвой. Получила домашнее воспитание по руководством матери, в духе полученного ею самой образования на европейский лад, и, как писал Ф. Ф. Вигель, представляла собой «совершенство неподражаемого тона, соединяя всю важность русских боярынь с непринужденной учтивостью, с точностью приличий, которым отличались дюшессы прежних времен».
17 (28) октября 1792 года была пожалована Екатериной II во фрейлины, причем совершенно отличным от других образом. На малом собрании в Эрмитаже императрица вручила графине Дарье Салтыковой и сестре её, княгине Наталье Голицыной, по пакету, приказав обменяться ими и не раскрывать до следующего утра, когда каждая из них нашла в нём по вензелю для своей старшей дочери.
В феврале 1795 года в Петербурге была объявлена невестой камергера Петра Васильевича Мятлева. Свадьба состоялась в апреле того же года при дворе. Этот союз в обществе восприняли неоднозначно. «Удивительный брак графини Прасковьи Ивановны Салтыковой, которая всегда равного себе по состоянию и по летам найти бы могла, все сие я хулю», — писал князь А. Б. Куракин. Великая княгиня Елизавета Алексеевна сообщала своей матери 7 (18) апреля 1795 года:

В воскресенье здесь у нас также была свадьба: г-н Мятлев женился на графине Салтыковой. Ему около 40 лет, если не все сорок, ей — 24-25 лет. Она очень мила, добра, но некрасива. Мне кажется, что они очень подходят друг другу, поскольку оба чрезвычайно худощавы.
Первое время после свадьбы супруги жили в Москве в усадьбе Салтыковых на Большой Дмитровке, д. 17. После переселились в Петербург. В 1801 году Мятлев вышел в отставку и в течение нескольких лет путешествовал с семьей по Европе. По отзывам современников, он был человек европейски образованный, обладавший острым и веселым умом, жена его была «женщина светская, умная и любезная». Весьма уважаемая и любимая в обществе, Прасковья Ивановна отличалась добрым характером и большой справедливостью в своих поступках.
В 1819 году в свете возбудила много толков история драгоценного жемчужного ожерелья, некогда принадлежавшего кардиналу Рогану, приобретенного Павлом I для княгини А. П. Гагариной и купленного крестьянами Мятлевой. По версии, которую приняли и рассказывали при дворе, крестьяне, узнав, что Мятлева желает иметь этот жемчуг, выкупили его у мужа покойной княгини и поднесли его своей госпоже на Пасху под видом яиц. Как писала княжна Варвара Туркестанова, что сначала было в глазах современников очаровательным поступком, превратилось вскоре в вещь совершенно противоположную:

… Мадам де Ливен насмехается и сообщает, что господин Мятлев приказал своим людям купить ожерелье, объяснив им, что если 55 тыс. рублей разделить на 5000 крестьян, то получится не больше 10 рублей с человека, что совершенная безделица для них, и что они, несомненно, доставят удовольствие своей госпоже. Представьте, крестьяне не спорили и отправились за этим ожерельем.
В благодарность Мятлева выстроила для своих крестьян в с. Порецком Симбирской губернии большое училище, в котором обучалось немало подраставших поколений окрестных сел и деревень. Что же касается ожерелья, то, из трех дочерей, Прасковья Ивановна ни одной из них не отдала его, a приказала хранить в роде Мятлевых. Будучи очень богатыми людьми, супруги Мятлевы умели хорошо вести свои дела. После покупки в 1817 году дома на Исаакиевской площади, они приобрели у Нарышкиных другой дом, рядом, а также приморскую дачу Новознаменку близ Лигово, на устройство которой положили много сил. Со времен Александра I дом Мятлевых в Петербурге считался одним из самых гостеприимных в столице и был сосредоточением всего «знатного, умного и изящного». Супруги были в дружеских отношениях с Вяземским, Дмитриевым и Карамзиным.
Большая любительница театра, в молодости своей Прасковья Ивановна принимала участие в придворных и домашних спектаклях, где своим сценическим талантом и игрою напоминала модную актрису Вальвиль. Её страсть к театральным представлениям не уменьшилась с годами. В своём доме она регулярно организовывала разнообразные увеселительные мероприятия и давала балы для всех приезжающих в Петербург иностранных особ. По словам жены английского посланника леди Дисборо, жившей в России в 1825—1828 годах, мятлевские праздники были прелестны и веселы, но ещё любопытнее было их домашнее устройство, смесь приживалок и толп прислуги из крепостных:

У мадам Мятлевой есть экономка и компаньонка — карлица, ростом не выше трёхлетнего ребёнка; она пожилая женщина, довольно хорошего сложения, и очевидно, пользуется большим уважением в семье. Кроме того, у них есть что-то вроде учительницы пения и музыки, которая является полноправным членом компании, а также француженка-эмигрантка, бедная племянница, две дочери, двое сыновей и невестка.
 После смерти старшего сына Ивана, прозванного в обществе «Ишкою», Прасковья Ивановна жила более уединенно и только изредка давала балы для своих многочисленных внучек. По своему общественному положению, богатству и уму, она была одной из самых уважаемых престарелых дам. Будучи чуть ли не единственной фрейлиной Екатерины II, оставшейся в живых, 20 апреля (2 мая) 1848 года была пожалована в статс-дамы. Современник, видевший её в 1857 году, вспоминал: 

Явившись на бал, я застал Прасковью Ивановну за карточным столом игравшею с тремя партнерами. Старческое лицо её, умное и строгое, но не красивое поразило меня. Стеклянные глаза и большого размера горбатый нос придавали ей вид старого попугая, на котором был надет огромный древнего покроя чепец с бантами и лентами оранжевого цвета… Вся обстановка дома её носила отпечаток старины, даже большая часть прислуги, была до того пожилая, что казалась сверстницей самой хозяйки.
Скончалась 11 (23) декабря 1859 года и была похоронена в семейном склепе в Троице-Сергиевой пустыни под Петербургом. Оставила после себя ещё неизданные записки.
В браке имела двух сыновей Ивана (1796—1844; камергер, поэт) и Петра (1799—1827; ротмистр Конной гвардии), и трех дочерей — Екатерину (1800—1821; замужем за В. В. Левашовым), Софью (ум. после 1856; жена петербургского обер-полицмейстера А. П. Галахова) и Варвару (1811—1878; фрейлина, замужем за И. Г. Бибиковым).